# Dương Khoan (nhà sử học)
Dương Khoan (tiếng Trung: 楊寬, 1914 – 5 tháng 9 năm 2005), biểu tự Khoan Chính (tiếng Trung: 寬正), là nhà nghiên cứu lịch sử Trung Quốc. Dương Khoan sinh tại thị trấn Bạch Hạc Giang huyện Thanh Phố thành phố Thượng Hải, tốt nghiệp khoa sư phạm trường trung học Tô Châu, tốt nghiệp hệ văn học Trung Quốc tại đại học Quang Hoa, sau khi tốt nghiệp trung học, tiến vào nghiên cứu thời kỳ Tiên Tần.

## Tiểu sử
Năm 1946, ông nhậm chức viện trưởng viện bảo tàng thành phố Thượng Hải, kiêm nhiệm chức giáo sư hệ lịch sử tại đại học Quang Hoa, năm 1953 được phong giáo sư hệ lịch sử tại đại học Phục Đán, vào năm 1960 chuyển sang tham gia vào việc lập kế hoạch và nhậm chức vụ phó cục trưởng cục nghiên cứu lịch sử viện hàn lâm khoa học xã hội Thượng Hải. Năm 1970 ông nhận chức giáo sư lịch sử tại đại học Phục Đán. Năm 1984, ông cùng vợ là Trần Hà Tĩnh di cư sang Miami, bang Florida, Hoa Kỳ. Ngày 5 tháng 9 năm 2005, ông qua đời tại Miami, hưởng thọ 92 tuổi. Ông đã xuất bản cuốn tự truyện "Nhiễu loạn và quanh co dòng chảy của lịch sử Trung Quốc"

## Tác phẩm

### Chỉnh sửa
- Từ Hải
- Trung Quốc Lịch Đại Địa Đồ Tập
- Tống Sử

### Nghiên cứu
- Chiến Quốc Sử
- Trung Quốc Dã Thiết Kỹ thuật Phát triển Sử
- Trung Quốc Cổ Đại Lăng Tẩm Chế Độ Sử Nghiên cứu
- Trung Quốc Cổ Đại Đô Thành Chế Độ Sử Nghiên cứu
- Tây Chu Sử
- Trung Quốc Thượng Cổ Sử Đạo Luận
- Chiến Quốc Sử Liệu Biên Niên Tập Chứng

### Tự truyện
- Nhiễu loạn và quanh co dòng chảy của lịch sử Trung Quốc